# Aeródromo Plaine Des Gaiacs
O Aeródromo Plaine Des Gaiacs é um antigo campo de pouso da Nova Caledônia, Melanésia, no Sul do Pacífico, foi usado na II Guerra Mundial. Ele está localizado na área Plana De Gaiacs (Plaine Des Gaiacs) perto da aldeia de Pouembout. A pista também era conhecido como De Gaiacs e foi nomeado para uma Gaiac Tree (árvore que crescem na região).
Depois de ser utilizado como um campo de pouso durante a guerra, ele foi abandonado e hoje é quase voltou totalmente ao seu estado natural.

## História

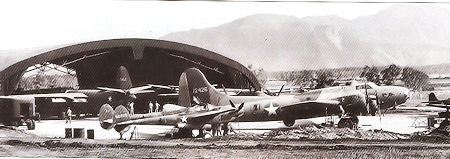
Boeing B-17 na Nova Caledônia, agosto de 1942. Boeing B-17E 41-2426 do 11ª Grupo de Bombardeio, 43ª Esquadrilha de Identificação de Bombas

O Aeródromo Plaine Des Gaiacs foi construído em 1930 pelos colonos franceses. Após a queda da França em 1940, a França assumiu o controle do campo. A pista foi ampliada em duas grandes pistas e fechadas pelo Exército dos EUA. Foi inicialmente usado como base de comando e controle, para depois tornar-se uma paragem e base de treinamento para as aeronaves com destino a Austrália ou para o norte da Nova Hebridies (Vanuatu) zonas de combate. As unidades da USAAF foram atribuídos as seguintes:
- Quartel General, da Décima Terceira Força Aérea, 13-21 Janeiro 1943.
- Quartel General, do XIII Comando de Caça, 13-22 Janeiro 1943.
- 11ª Grupo de Bombardeio (Pesado), 22 de Julho de 1942 / 23 de Novembro 1942.
- 42ª divisão de Grupo de Bombardeio (Leve), 20 de Outubro de 1943 - 20 de Janeiro 1944.
- 347ª Grupo de Regaste, 3 de Outubro 1943 / 29 de Dezembro 1943.
- 4ª Grupo de Reconhecimento, 22 Novembro 1942 - 23 de Janeiro 1943.

A pista foi fechada depois da guerra e caiu em desuso. Hoje é coberto com vegetação, as pistas ainda são visíveis a partir do ar e muitos vestígios da ocupação americana permanecem, tais como tambores de combustível, metal, etc.

## Referênçias
- Maurer, Maurer (1983). Air Force Combat Units Of World War II. Maxwell AFB, Alabama: Office of Air Force History. ISBN 0892010924.
- www.pacificwrecks.com | Pacificwrecks